# Mohamed Bekada
Mohamed Bekada est un historien français qui a effectué un parcours pédestre de 6 500 km durant toute une année en France afin de sensibiliser l'opinion à la sauvegarde de ses monuments.

## Ma France méconnue
Surnommé « Becket », il a déboursé 30 000 euros pour l'aventure bouclée au pied de la tour Eiffel le 1er janvier 2014. 
Il passe un an à sillonner la France à pied sur une trentaine de kilomètres en moyenne par jour. 
Becket a recensé des perles oubliées en prenant plus de 50 000 photos et filmant une chouette en bois sculpté rencontrée à Maromme (Haute-Normandie), des tableaux retrouvés dans le grenier d'une église près de Beaufort (Savoie), les remparts médiévaux de Bollwerk (Haut-Rhin) ; documents que Mohamed Bekada a réunis dans l'ouvrage Ma France méconnue (sous-titré 6 645 kilomètres à pied, à la découverte de notre patrimoine, 2015).